# كرب إل أيفع
كرب إيل أيفع الحميري (نحو 200م - 267م): ملك سبأ وذو ريدان. تولى كرب إيل الحكم بعد الملك شمر يهحمد نحو سنة 245م أو 250م. وتم العثور على نقش مؤرخ لكرب إل أيفع في أوائل عهده، مؤرخاً بسنة 363 في التقويم الحميري وسنة 179 في تقويم ردمان الموافقة لسنة 253م.
لم تدوم المهادنة والموادعة التي عقدها كلاٍ من شمر يهحمد والشرح يحضب الثاني طويلاً؛ إذ نقض الصلح كرب إل أيفع بعد وفاة شمر يهحمد ببضع سنين.أدت المواجهة مع الشرح يحضب الثاني إلى اثنا عشر معركة، استمرت خمسة سنوات (نحو 250 - 255م)، وربما استمرت الحرب إلى العام 258م.كانت ذروة تلك المعارك - معركة ذو "حرمة" في يوليو 253م، والتي ترد معلوماتها في نقش قائد أرستقراطي من منطقة ردمان، قاتل إلى جانب الحميريين، ويذكر انتصار كرب إل أيفع ملك سبأ وذي ريدان، الذي عاد إلى هكر من معركة سهل حرمة بغنائم وأسرى.
ويبدوا أن ذلك النصر كان مؤقتاً، حيث تشير نصوص أخرى إلى انتصار الملكين الشرح يحضب ويأزل،وهزيمة القوات الحميرية في أرض "حرمة" ودحرها إلى الجنوب. ويظهر من النقش المهم (Ja 578) أن "كرب إل أيفع" بعد أن أصيب بهزائم في أرض "حرمة" في المعارك الآنف ذكرها، نبذته قبائل حمير، فاضطر إلى أن يتراجع إلى أماكن أخرى؛ ليجمع فلوله ويضم إليه من بقي مواليًا له، فاستطاع أن يجمع أعوانه وأنصاره ومن كان يميل إليه ويؤيده، جمعهم في وادي "ظور"، غير أن قوات الملكين هاجمته فأصابته بهزيمة، اضطُرَّ على أثرها إلى الالتجاء إلى مدينتي "يكلى وأبون"،وأجبر على أن يعطي عهدًا بالولاء للملكين، وعلى الاعتراف بسيادتهما عليه.إلا أنه لاحقاً تحصن في مدينة "هكر"، وامتنع بها وأغلق عليه الأبواب عندما جاءته قوات الملكين تطلب منه الاستسلام. وهاجمت قوات الملكين بجيوش من كهلان، مدينة هكر واستباحتها؛ فاضطر "كرب إيل" إلى الاستسلام وإعلان طاعته وخضوعه للملكين (وفق الرواية السبئية المتوفرة).
استغل الأحباش ضعف حمير التي انهكتها الحروب والمصادمات مع جيوش الملك الشرح يحضب الثاني، فاستطاعت قوات الأحباش بمساندة قبيلة المعافر، أن تحقق حلمها وتصل إلى ظفار، وتحتلها لمدة سبعة أشهر في حوالي العام 260م.فاضطر كرب إيل أيفع إلى أن ينتقل إلى أماكن أخرى، ليجمع قوات من القبائل المواليه لملوك بني ذي ريدان، واستطاع أن يجمع أنصاراً، وأن يطرد الأحباش عن العاصمة ظفار إلى منطقة المعافر.إِنتهَزَ "يدع إيل بين بن رب شمس" ملك حضرموت، سقوط العاصمة ظفار، وتقهقر دولة حمير، فسيطر على أرض ردمان وأجزاء من الأراضي التابعة لملوك بني ريدان (al-Miʿsāl 3).
بعد الانتصار على ابن النجاشي والأحباش، تحولت حمير من طور الضعف إلى طور القوة وأصبحت مستقرة ذات سيادة من جديد. وفي الفترة فيما بين سنة (260م و265م)، قاد كرب إل أيفع حروباً منتظمة على الملك "يدع إيل بين بن رب شمس"،ثم واصل الحرب على خليفته "الريم بن يدع إيل بين"، واستطاع إرجاع الأراضي التابعة لملوك بني ذي ريدان.بقى ملوك ذي ريدان يكتسبون السلطة بثبات، واستطاع ياسر يهنعم خليفة كرب إل أيفع من توحيد دولتي سبأ وذي ريدان من جديد وبصفة نهائية.